# Paul Hofmann von Wellenhof
Paul Hofmann von Wellenhof (1. září 1858 Vídeň – 13. dubna 1944 Štýrský Hradec) byl rakouský politik, na konci 19. a počátku 20. století poslanec Říšské rady.

## Biografie
Vychodil národní školu a gymnázium. Absolvoval univerzitu. Působil jako pedagog na zemské vyšší reálné škole. Angažoval se v politice jako člen německých politických stran. Byl členem zemské školní rady a od roku 1902 poslancem Štýrského zemského sněmu.
Na konci 19. století se zapojil i do celostátní politiky. Ve volbách do Říšské rady roku 1891 získal mandát v Říšské radě (celostátní zákonodárný sbor) za městskou kurii, obvod Štýrský Hradec (vnitřní město). Jeho rezignace na poslanecký mandát byla oznámena na schůzi 9. října 1896. Již ve volbách do Říšské rady roku 1897 se ale do parlamentu vrátil, nyní za městskou kurii, obvod Štýrský Hradec (vnitřní město). Za týž obvod obhájil mandát i ve volbách do Říšské rady roku 1901. Uspěl také ve volbách do Říšské rady roku 1907, konaných již podle všeobecného a rovného volebního práva, kdy byl zvolen v obvodu Štýrsko 1. Usedl do poslanecké frakce Německý národní svaz, do které se sloučily německé konzervativně-liberální a nacionální politické proudy. Mandát obhájil za týž obvod i ve volbách do Říšské rady roku 1911. Ve vídeňském parlamentu setrval až do zániku monarchie. K roku 1911 se profesně uvádí jako člen zemského výboru a profesor.
V letech 1918–1919 zasedal jako poslanec Provizorního národního shromáždění Německého Rakouska (Provisorische Nationalversammlung), nyní za Německou nacionální stranu (DnP).